# Aconitum chiachaense
Aconitum chiachaense är en ranunkelväxtart som beskrevs av Wen Tsai Wang. Aconitum chiachaense ingår i släktet stormhattar, och familjen ranunkelväxter. Utöver nominatformen finns också underarten A. c. glandulosum.